# Riccardo Ricciuti
Riccardo Ricciuti (Roma, 17 agosto 1960) è un politico italiano.

## Biografia
Alle elezioni politiche del 2001 è eletto deputato con Forza Italia. È stato membro, dal 2001 al 2006, della XIII Commissione agricoltura.